# Tadjikistan aux Jeux olympiques
Le Tadjikistan a participé à 5 Jeux d'été et à 4 Jeux d'hiver. Aux Jeux olympiques d'été de 1992, les athlètes tadjiks ont participé sous les couleurs de l'Équipe unifiée, nom sous lequel se sont présentés les athlètes d'une partie des pays de l'ancienne Union soviétique.

Depuis son indépendance le pays a remporté 1 médaille d'or grâce au lanceur de marteau Dilshold Nazarov, 1 médaille d'argent et 2 médailles de bronze depuis 1996 jusqu'à aujourd'hui.
Le Tadjikistan remporte 2 médailles de bronze en judo aux Jeux Olympiques d'été de 2024.